# Vaahteraliiga 2022
Die Vaahteraliiga 2022 war die 43. Saison der Vaahteraliiga, der höchsten Spielklasse des American Football in Finnland. Sie begann am 14. Mai und endete am 10. September 2022 mit dem Vaahteramalja XLIII (auch Maple Bowl XLIII), dem Finale um die finnische Meisterschaft. Nach dem Abstieg der Wasa Royals und dem Aufstieg der Kotka Eagles blieb die Anzahl der teilnehmenden Teams bei Sieben. Die Kuopio Steelers gingen als amtierender Meister in die Saison und konnten ihren Titel ungeschlagen verteidigen. Steelers Running Back Le’Anthony Reasnover wurde als wertvollster Spieler ausgezeichnet.

## Teilnehmer und Modus
Die sieben Teams bestreiten eine zwölf Spiele umfassende reguläre Saison. Die besten vier Teams der regulären Saison erreichen die Play-offs, in denen das bestplatzierte gegen das viertplatzierte Team sowie der Zweite gegen den Dritten im Halbfinale antritt.
| Team                     | Spielort  | Heimstadion            | Head Coach        |
| ------------------------ | --------- | ---------------------- | ----------------- |
| Porvoon Butchers         | Porvoo    | Porvoon keskuskenttä   | Richard Bachand   |
| Seinäjoki Crocodiles     | Seinäjoki | Seinäjoen keskuskenttä | Andy Bezaire      |
| United Newland Crusaders | Lohja     | Harjun urheilukenttä   | Tuomas Heikkinen  |
| Kotka Eagles             | Kotka     | Karhulan keskuskenttä  | Charlie Ovey      |
| Helsinki Roosters        | Helsinki  | Helsingin Velodromi    | Juha Hakala       |
| Kuopio Steelers          | Kuopio    | Väinölänniemen stadion | Pekka Utriainen   |
| Helsinki Wolverines      | Helsinki  | Helsingin Velodromi    | Michael Mattingly |

## Regular Season

### Spielplan
| Spieltag 1 (14. Mai 2022) | Spieltag 1 (14. Mai 2022) | Spieltag 1 (14. Mai 2022) | Spieltag 1 (14. Mai 2022) | Spieltag 1 (14. Mai 2022) | Spieltag 1 (14. Mai 2022) |
| Datum                     | Heimteam                  | Erg.                      | Auswärtsteam              | Zuschauer                 |                           |
| ------------------------- | ------------------------- | ------------------------- | ------------------------- | ------------------------- | ------------------------- |
| 14. Mai 2022              | Helsinki Roosters         | 20 : 49                   | Kuopio Steelers           | 369                       |                           |

| Spieltag 2 (19. – 21. Mai 2022) | Spieltag 2 (19. – 21. Mai 2022) | Spieltag 2 (19. – 21. Mai 2022) | Spieltag 2 (19. – 21. Mai 2022) | Spieltag 2 (19. – 21. Mai 2022) | Spieltag 2 (19. – 21. Mai 2022) |
| Datum                           | Heimteam                        | Erg.                            | Auswärtsteam                    | Zuschauer                       |                                 |
| ------------------------------- | ------------------------------- | ------------------------------- | ------------------------------- | ------------------------------- | ------------------------------- |
| 19. Mai 2022                    | Helsinki Roosters               | 57 : 06                         | Kotka Eagles                    | 268                             |                                 |
| 20. Mai 2022                    | Helsinki Wolverines             | 27 : 06                         | United Newland Crusaders        | 228                             |                                 |
| 21. Mai 2022                    | Seinäjoki Crocodiles            | 15 : 13                         | Porvoo Butchers                 | 452                             |                                 |

| Spieltag 3 (26. – 28. Mai 2022) | Spieltag 3 (26. – 28. Mai 2022) | Spieltag 3 (26. – 28. Mai 2022) | Spieltag 3 (26. – 28. Mai 2022) | Spieltag 3 (26. – 28. Mai 2022) | Spieltag 3 (26. – 28. Mai 2022) |
| Datum                           | Heimteam                        | Erg.                            | Auswärtsteam                    | Zuschauer                       |                                 |
| ------------------------------- | ------------------------------- | ------------------------------- | ------------------------------- | ------------------------------- | ------------------------------- |
| 26. Mai 2022                    | United Newland Crusaders        | 06 : 42                         | Helsinki Roosters               | 266                             |                                 |
| 27. Mai 2022                    | Kotka Eagles                    | 0 : 44                          | Porvoo Butchers                 | 400                             |                                 |
| 28. Mai 2022                    | Helsinki Wolverines             | 0 : 15                          | Kuopio Steelers                 | 173                             |                                 |

| Spieltag 4 (2. – 5. Juni 2022) | Spieltag 4 (2. – 5. Juni 2022) | Spieltag 4 (2. – 5. Juni 2022) | Spieltag 4 (2. – 5. Juni 2022) | Spieltag 4 (2. – 5. Juni 2022) | Spieltag 4 (2. – 5. Juni 2022) |
| Datum                          | Heimteam                       | Erg.                           | Auswärtsteam                   | Zuschauer                      |                                |
| ------------------------------ | ------------------------------ | ------------------------------ | ------------------------------ | ------------------------------ | ------------------------------ |
| 2. Juni 2022                   | Porvoo Butchers                | 35 : 20                        | United Newland Crusaders       | 250                            |                                |
| 5. Juni 2022                   | Kuopio Steelers                | 42 : 21                        | Seinäjoki Crocodiles           | 534                            |                                |

| Spieltag 5 (9. – 11. Juni 2022) | Spieltag 5 (9. – 11. Juni 2022) | Spieltag 5 (9. – 11. Juni 2022) | Spieltag 5 (9. – 11. Juni 2022) | Spieltag 5 (9. – 11. Juni 2022) | Spieltag 5 (9. – 11. Juni 2022) |
| Datum                           | Heimteam                        | Erg.                            | Auswärtsteam                    | Zuschauer                       |                                 |
| ------------------------------- | ------------------------------- | ------------------------------- | ------------------------------- | ------------------------------- | ------------------------------- |
| 9. Juni 2022                    | Kotka Eagles                    | 07 : 76                         | Helsinki Wolverines             | 200                             |                                 |
| 10. Juni 2022                   | Seinäjoki Crocodiles            | 24 : 12                         | Helsinki Roosters               | 512                             |                                 |
| 11. Juni 2022                   | Porvoo Butchers                 | 20 : 47                         | Kuopio Steelers                 | 301                             |                                 |

| Spieltag 6 (16. – 18. Juni 2022) | Spieltag 6 (16. – 18. Juni 2022) | Spieltag 6 (16. – 18. Juni 2022) | Spieltag 6 (16. – 18. Juni 2022) | Spieltag 6 (16. – 18. Juni 2022) | Spieltag 6 (16. – 18. Juni 2022) |
| Datum                            | Heimteam                         | Erg.                             | Auswärtsteam                     | Zuschauer                        |                                  |
| -------------------------------- | -------------------------------- | -------------------------------- | -------------------------------- | -------------------------------- | -------------------------------- |
| 16. Juni 2022                    | Helsinki Roosters                | 13 : 26                          | Helsinki Wolverines              | 560                              |                                  |
| 17. Juni 2022                    | Seinäjoki Crocodiles             | 67 : 0                           | Kotka Eagles                     | 411                              |                                  |
| 18. Juni 2022                    | Kuopio Steelers                  | 82 : 12                          | United Newland Crusaders         | 305                              |                                  |

| Spieltag 7 (30. Juni – 2. Juli 2022) | Spieltag 7 (30. Juni – 2. Juli 2022) | Spieltag 7 (30. Juni – 2. Juli 2022) | Spieltag 7 (30. Juni – 2. Juli 2022) | Spieltag 7 (30. Juni – 2. Juli 2022) | Spieltag 7 (30. Juni – 2. Juli 2022) |
| Datum                                | Heimteam                             | Erg.                                 | Auswärtsteam                         | Zuschauer                            |                                      |
| ------------------------------------ | ------------------------------------ | ------------------------------------ | ------------------------------------ | ------------------------------------ | ------------------------------------ |
| 30. Juni 2022                        | Helsinki Roosters                    | 42 : 28                              | United Newland Crusaders             | 325                                  |                                      |
| 1. Juli 2022                         | Porvoo Butchers                      | 26 : 10                              | Kotka Eagles                         | 378                                  |                                      |
| 2. Juli 2022                         | Kuopio Steelers                      | 13 : 12                              | Helsinki Wolverines                  | 477                                  |                                      |

| Spieltag 8 (7. – 9. Juli 2022) | Spieltag 8 (7. – 9. Juli 2022) | Spieltag 8 (7. – 9. Juli 2022) | Spieltag 8 (7. – 9. Juli 2022) | Spieltag 8 (7. – 9. Juli 2022) | Spieltag 8 (7. – 9. Juli 2022) |
| Datum                          | Heimteam                       | Erg.                           | Auswärtsteam                   | Zuschauer                      |                                |
| ------------------------------ | ------------------------------ | ------------------------------ | ------------------------------ | ------------------------------ | ------------------------------ |
| 7. Juli 2022                   | Helsinki Roosters              | 35 : 21                        | Porvoo Butchers                | 332                            |                                |
| 8. Juli 2022                   | United Newland Crusaders       | 28 : 09                        | Kotka Eagles                   | 244                            |                                |
| 9. Juli 2022                   | Seinäjoki Crocodiles           | 34 : 36                        | Helsinki Wolverines            | 493                            |                                |

| Spieltag 9 (14. – 16. Juli 2022) | Spieltag 9 (14. – 16. Juli 2022) | Spieltag 9 (14. – 16. Juli 2022) | Spieltag 9 (14. – 16. Juli 2022) | Spieltag 9 (14. – 16. Juli 2022) | Spieltag 9 (14. – 16. Juli 2022) |
| Datum                            | Heimteam                         | Erg.                             | Auswärtsteam                     | Zuschauer                        |                                  |
| -------------------------------- | -------------------------------- | -------------------------------- | -------------------------------- | -------------------------------- | -------------------------------- |
| 14. Juli 2022                    | Porvoo Butchers                  | 34 : 48                          | Helsinki Wolverines              | 336                              |                                  |
| 15. Juli 2022                    | United Newland Crusaders         | 0 : 54                           | Seinäjoki Crocodiles             | 154                              |                                  |
| 16. Juli 2022                    | Kuopio Steelers                  | 54 : 06                          | Kotka Eagles                     | 356                              |                                  |

| Spieltag 10 (21. – 23. Juli 2022) | Spieltag 10 (21. – 23. Juli 2022) | Spieltag 10 (21. – 23. Juli 2022) | Spieltag 10 (21. – 23. Juli 2022) | Spieltag 10 (21. – 23. Juli 2022) | Spieltag 10 (21. – 23. Juli 2022) |
| Datum                             | Heimteam                          | Erg.                              | Auswärtsteam                      | Zuschauer                         |                                   |
| --------------------------------- | --------------------------------- | --------------------------------- | --------------------------------- | --------------------------------- | --------------------------------- |
| 21. Juli 2022                     | Helsinki Wolverines               | 06 : 11                           | Helsinki Roosters                 | 437                               |                                   |
| 22. Juli 2022                     | United Newland Crusaders          | 08 : 71                           | Kuopio Steelers                   | 137                               |                                   |
| 23. Juli 2022                     | Kotka Eagles                      | 20 : 41                           | Seinäjoki Crocodiles              | 200                               |                                   |

| Spieltag 11 (29. – 31. Juli 2022) | Spieltag 11 (29. – 31. Juli 2022) | Spieltag 11 (29. – 31. Juli 2022) | Spieltag 11 (29. – 31. Juli 2022) | Spieltag 11 (29. – 31. Juli 2022) | Spieltag 11 (29. – 31. Juli 2022) |
| Datum                             | Heimteam                          | Erg.                              | Auswärtsteam                      | Zuschauer                         |                                   |
| --------------------------------- | --------------------------------- | --------------------------------- | --------------------------------- | --------------------------------- | --------------------------------- |
| 29. Juli 2022                     | Seinäjoki Crocodiles              | 41 : 06                           | United Newland Crusaders          | 448                               |                                   |
| 30. Juli 2022                     | Kotka Eagles                      | 18 : 58                           | Kuopio Steelers                   | 250                               |                                   |
| 31. Juli 2022                     | Helsinki Wolverines               | 38 : 20                           | Porvoo Butchers                   | 223                               |                                   |

| Spieltag 12 (4. – 6. August 2022) | Spieltag 12 (4. – 6. August 2022) | Spieltag 12 (4. – 6. August 2022) | Spieltag 12 (4. – 6. August 2022) | Spieltag 12 (4. – 6. August 2022) | Spieltag 12 (4. – 6. August 2022) |
| Datum                             | Heimteam                          | Erg.                              | Auswärtsteam                      | Zuschauer                         |                                   |
| --------------------------------- | --------------------------------- | --------------------------------- | --------------------------------- | --------------------------------- | --------------------------------- |
| 4. August 2022                    | Porvoo Butchers                   | 34 : 41                           | Helsinki Roosters                 | 325                               |                                   |
| 5. August 2022                    | Kotka Eagles                      | 13 : 29                           | United Newland Crusaders          | 410                               |                                   |
| 6. August 2022                    | Helsinki Wolverines               | 20 : 25                           | Seinäjoki Crocodiles              | 178                               |                                   |

| Spieltag 13 (11. – 13. August 2022) | Spieltag 13 (11. – 13. August 2022) | Spieltag 13 (11. – 13. August 2022) | Spieltag 13 (11. – 13. August 2022) | Spieltag 13 (11. – 13. August 2022) | Spieltag 13 (11. – 13. August 2022) |
| Datum                               | Heimteam                            | Erg.                                | Auswärtsteam                        | Zuschauer                           |                                     |
| ----------------------------------- | ----------------------------------- | ----------------------------------- | ----------------------------------- | ----------------------------------- | ----------------------------------- |
| 11. August 2022                     | Kotka Eagles                        | 06 : 35                             | Helsinki Roosters                   | 100                                 |                                     |
| 12. August 2022                     | United Newland Crusaders            | 42 : 49                             | Porvoo Butchers                     | 250                                 |                                     |
| 13. August 2022                     | Seinäjoki Crocodiles                | 08 : 27                             | Kuopio Steelers                     | 525                                 |                                     |

| Spieltag 14 (18. – 20. August 2022) | Spieltag 14 (18. – 20. August 2022) | Spieltag 14 (18. – 20. August 2022) | Spieltag 14 (18. – 20. August 2022) | Spieltag 14 (18. – 20. August 2022) | Spieltag 14 (18. – 20. August 2022) |
| Datum                               | Heimteam                            | Erg.                                | Auswärtsteam                        | Zuschauer                           |                                     |
| ----------------------------------- | ----------------------------------- | ----------------------------------- | ----------------------------------- | ----------------------------------- | ----------------------------------- |
| 18. August 2022                     | Helsinki Wolverines                 | 72 : 0                              | Kotka Eagles                        | 124                                 |                                     |
| 19. August 2022                     | Kuopio Steelers                     | 63 : 07                             | Porvoo Butchers                     | 423                                 |                                     |
| 20. August 2022                     | Helsinki Roosters                   | 41 : 14                             | Seinäjoki Crocodiles                | 410                                 |                                     |

| Spieltag 15 (25. – 27. August 2022) | Spieltag 15 (25. – 27. August 2022) | Spieltag 15 (25. – 27. August 2022) | Spieltag 15 (25. – 27. August 2022) | Spieltag 15 (25. – 27. August 2022) | Spieltag 15 (25. – 27. August 2022) |
| Datum                               | Heimteam                            | Erg.                                | Auswärtsteam                        | Zuschauer                           |                                     |
| ----------------------------------- | ----------------------------------- | ----------------------------------- | ----------------------------------- | ----------------------------------- | ----------------------------------- |
| 25. August 2022                     | United Newland Crusaders            | 20 : 34                             | Helsinki Wolverines                 | 136                                 |                                     |
| 26. August 2022                     | Kuopio Steelers                     | 31 : 14                             | Helsinki Roosters                   | 527                                 |                                     |
| 27. August 2022                     | Porvoo Butchers                     | 09 : 35                             | Seinäjoki Crocodiles                | 212                                 |                                     |

### Tabelle
| Pl. | Team                     | Sp. | S  | U | N  | TD      | Diff. | Punkte | SQ    |
| --- | ------------------------ | --- | -- | - | -- | ------- | ----- | ------ | ----- |
| 1   | Kuopio Steelers          | 12  | 12 | 0 | 0  | 552:146 | +406  | 24:0   | 1,000 |
| 2   | Helsinki Wolverines      | 12  | 8  | 0 | 4  | 413:198 | +215  | 16:8   | 0,667 |
| 3   | Seinäjoki Crocodiles     | 12  | 8  | 0 | 4  | 226:153 | +153  | 16:8   | 0,667 |
| 4   | Helsinki Roosters        | 12  | 8  | 0 | 4  | 363:251 | +112  | 16:8   | 0,667 |
| 5   | Porvoo Butchers          | 12  | 4  | 0 | 8  | 312:394 | 0−82  | 6:14   | 0,333 |
| 6   | United Newland Crusaders | 12  | 2  | 0 | 10 | 205:517 | −312  | 4:20   | 0,167 |
| 7   | Kotka Eagles             | 12  | 0  | 0 | 12 | 095:587 | −492  | 0:24   | 0,000 |

- Stand: Saisonende[2].

 Qualifikation für die Play-offs

## Play-offs
|  | Halbfinale | Halbfinale           | Halbfinale |  |  | Maple Bowl XLIII | Maple Bowl XLIII     | Maple Bowl XLIII |
|  |            |                      |            |  |  |                  |                      |                  |
|  |            |                      |            |  |  |                  |                      |                  |
|  | 1          | Kuopio Steelers      | 28         |  |  |                  |                      |                  |
|  | 4          | Helsinki Roosters    | 0          |  |  |                  |                      |                  |
|  |            |                      |            |  |  | 1                | Kuopio Steelers      | 21               |
|  |            |                      |            |  |  | 3                | Seinäjoki Crocodiles | 14               |
|  | 2          | Helsinki Wolverines  | 21         |  |  |                  |                      |                  |
|  | 3          | Seinäjoki Crocodiles | 28         |  |  |                  |                      |                  |
|  |            |                      |            |  |  |                  |                      |                  |

### Halbfinale
|                                    |                                    |  |                 |                          |                   |  |                                                  |
|                                    | Kuopio 2. September 2022 18:30 Uhr |  | Kuopio Steelers | \| \| 28 : 0 \| \| \| \| | Helsinki Roosters |  | Väinölänniemi Zuschauer: 615 Referee: H. Toijala |
| (0:0, 14:0, 7:0, 7:0) Spielbericht | Kuopio 2. September 2022 18:30 Uhr |  | Kuopio Steelers |                          | Helsinki Roosters |  | Väinölänniemi Zuschauer: 615 Referee: H. Toijala |
|                                    | 28 : 0                             |  |                 |                          |                   |  |                                                  |
|                                    |                                    |  |                 |                          |                   |  |                                                  |

|                                    |                                    |  |                     |                           |                      |  |                                                |
|                                    | Vantaa 3. September 2022 18:30 Uhr |  | Helsinki Wolverines | \| \| 21 : 28 \| \| \| \| | Seinäjoki Crocodiles |  | MUP Stadion Zuschauer: 290 Referee: R. Janhuba |
| (0:0, 7:6, 7:15, 7:7) Spielbericht | Vantaa 3. September 2022 18:30 Uhr |  | Helsinki Wolverines |                           | Seinäjoki Crocodiles |  | MUP Stadion Zuschauer: 290 Referee: R. Janhuba |
|                                    | 21 : 28                            |  |                     |                           |                      |  |                                                |
|                                    |                                    |  |                     |                           |                      |  |                                                |

### Vaahteramalja XLIII
|                                   |                                     |  |                 |                           |                      |  |                                                 |
|                                   | Kuopio 10. September 2022 17:00 Uhr |  | Kuopio Steelers | \| \| 21 : 14 \| \| \| \| | Seinäjoki Crocodiles |  | Väre Areena Zuschauer: 2009 Referee: H. Toijala |
| (7:3, 7:3, 0:0, 7:8) Spielbericht | Kuopio 10. September 2022 17:00 Uhr |  | Kuopio Steelers |                           | Seinäjoki Crocodiles |  | Väre Areena Zuschauer: 2009 Referee: H. Toijala |
|                                   | 21 : 14                             |  |                 |                           |                      |  |                                                 |
|                                   |                                     |  |                 |                           |                      |  |                                                 |

## Auszeichnungen

### All Stars 2022
| Position                 | Athlet               | Team                     |    | Position            | Athlet                   | Team             |
| ------------------------ | -------------------- | ------------------------ | -- | ------------------- | ------------------------ | ---------------- |
| Offense                  |                      |                          |    |                     |                          |                  |
| QB                       | Jabari Harris        | Helsinki Wolverines      |    | LT                  | Väinö Pääkkönen          | Porvoon Butchers |
| RB                       | Christian Powell     | Seinäjoki Crocodiles     | LG | Jan Rauš            | Kuopio Steelers          |                  |
| RB                       | Le’Anthony Reasnover | Kuopio Steelers          | C  | Roope Korhonen      | Kuopio Steelers          |                  |
| WR                       | Peter Anderson       | Kotka Eagles             | RG | Elmeri Saastamoinen | Kuopio Steelers          |                  |
| WR                       | Mikko Seppänen       | Porvoon Butchers         | RT | Oskari Laitinen     | Kuopio Steelers          |                  |
| WR                       | Nolan Corpening      | United Newland Crusaders |    |                     |                          |                  |
| Defense                  |                      |                          |    |                     |                          |                  |
| DE                       | Jamarcus Henderson   | Kotka Eagles             |    | LB                  | Colby Campbell           | Kuopio Steelers  |
| DT                       | Ikeem Allen          | Kuopio Steelers          | DB | Iiro Pekkarinen     | Kuopio Steelers          |                  |
| DT                       | Emmit Gooden         | Seinäjoki Crocodiles     | DB | Miles Corpening     | United Newland Crusaders |                  |
| DE                       | Atro Heinonen        | Porvoon Butchers         | DB | Curtis Slater       | Helsinki Wolverines      |                  |
| LB                       | Timi Nuikka          | Porvoon Butchers         | DB | Nolan Bernat        | Helsinki Roosters        |                  |
| LB                       | Taavi Aronpää        | Helsinki Roosters        |    |                     |                          |                  |
| Special Teams            |                      |                          |    |                     |                          |                  |
| P                        | Aleksi Pulkkinen     | Helsinki Wolverines      |    | KR                  | Tino Ndongo              | Kuopio Steelers  |
| K                        | Markus Ojainväli     | Kuopio Steelers          | KR | Curtis Slater       | Helsinki Wolverines      |                  |
| Quelle: vaahteraliiga.fi |                      |                          |    |                     |                          |                  |

### Awards
- Liga-MVP (Vuoden liigapelaaja): Le’Anthony Reasnover, RB, Kuopio Steelers
- Offensiv-Spieler des Jahres (Vuoden Hyökkääjä): Jabari Harris, QB, Helsinki Wolverines
- Defensiv-Spieler des Jahres (Matti Lindholm Trophy): Timi Nuikka, LB, Porvoon Butchers
- Bester Line-Spieler: Väinö Pääkkönen, OL, Porvoon Butchers
- Leader des Jahres (Ari Tuuli Trophy): Mikko Seppänen, WR/P, Porvoon Butchers
- Bester Newcomer (Vuoden Tulokas): Akseli Syrjänen, WR, Seinäjoki Crocodiles